# دوريس تروي
دوريس تروي (بالإنجليزية: Doris Troy)‏ هي مغنية أمريكية، ولدت في 6 يناير 1937 في ذا برونكس في الولايات المتحدة، وتوفيت في 16 فبراير 2004 في لاس فيغاس في الولايات المتحدة بسبب نفاخ رئوي.

## وصلات خارجية
- الموقع الرسمي
- دوريس تروي على موقع IMDb (الإنجليزية)
- دوريس تروي على موقع ميوزك برينز (الإنجليزية)
- دوريس تروي على موقع ميوزك برينز (الإنجليزية)
- دوريس تروي على موقع أول ميوزيك (الإنجليزية)
- دوريس تروي على موقع ديسكوغز (الإنجليزية)
- دوريس تروي على موقع ديسكوغز (الإنجليزية)